# VisiCalc
VisiCalc — перше в історії програмне забезпечення для створення та редагування електронних таблиць, розроблене для Apple II. Застосунок швидко став «убивчим» для мікрокомп'ютера Apple та був проданий тиражем понад 700 тис. екземплярів протягом перших шести років та близько мільйона загалом.
VisiCalc використовував у формулах нотацію А1.
Коли Lotus 1-2-3 вийшов у 1983 році, використовуючи усі переваги більшої кількості пам'яті та діагоналі екрана PC, продажі VisiCalc практично відразу впали до мінімуму. Компанія VisiCorp швидко стала неплатоспроможною та була придбана Lotus Development у 1985 році, продаж VisiCalc та інших продуктів миттєво припинений.

## Історія
VISICALC представляє новий підхід у використанні комп'ютера і новий підхід в осмисленні світу. Там де усталене програмування розумілося як послідовність кроків, ця нова штука більше не була послідовною. Коли вносилися зміни в одному місці, усі інші значення змінювалися миттєво та автоматично.
— Тед Нельсон
Ідея програми належить Даніелю Брікліну, співавтором якого виступив Боб Френкстон. Розробка велася у їхній компанії Software Arts, а дистриб'ютором була компанія Personal Software, пізніше перейменована в VisiCorp. Вихід застосунку у 1979 році для комп'ютера Apple II перетворила інструмент для хобі в корисний засіб ведення діловодства та фінансового обліку. Вихід VisiCalc змусив IBM вийти на ринок персональних комп'ютерів. Програма була портована на всі популярні 8-бітні комп'ютери тих часів (Atari, TRS-80, IBM PC та ін.).
За словами Брікліна, ідея програми виникла у нього на лекції в Гарвардській школі бізнесу. Якщо в описаній на дошці фінансовій моделі була помилка або потрібно змінити параметр, лектор стирав та переписував майже всю таблицю. Бріклін зрозумів, що може написати комп'ютерну програму, «електронну таблицю», що автоматично виконає ті ж самі дії.
Застосунок здійснив революцію у секторі бухгалтерського обліку та індустрії фінансів. Електронні таблиці швидко стали «мовою» фінансового обліку.

## Послідовники
VisiCalc хоча й був революційним, але досить обмеженим у своїх можливостях. Досить швидко на ринок вишли більш розвинуті клони з виправленими недоліками, серед яких SuperCalc (1980), Microsoft MultiPlan (1982), Lotus 1-2-3 (1983), табличний модуль в AppleWorks (1984). Наступне покоління електронних таблиць ознаменоване появою Microsoft Excel (1985 для Macintosh, в 1987 році для Windows 2.0) та Borland Quattro у 1988 році для DOS.